# Blondynka, jaguar i tajemnica Majów
Blondynka, jaguar i tajemnica Majów – dziesiąta książka podróżnicza polskiej pisarki i dziennikarki Beaty Pawlikowskiej, opublikowana w 2010 roku, wydana przez National Geographic z serii Na krańce świata. Autorka opisuje samotną, miesięczną podróż przez Gwatemalę, prowadzącą po zakątkach Imperium Majów. Wszystkie zdjęcia i rysunki zamieszczone w książce są autorstwa Beaty Pawlikowskiej.

## Treść
Beata Pawlikowska pisze o terytorium środkowoamerykańskiej republiki, gdzie znajdują się pozostałości cywilizacji Majów, odkrywa tajemnice legendarnych kryształowych czaszek oraz Antarktydy. W książce został opisany także kalendarz Majów, który zdaniem autorki, nie tylko odlicza czas, ale także określa czwarty wymiar rzeczywistości, kończy pewien etap w dziejach świata. Pawlikowska w książce Blondynka, jaguar i tajemnica Majów opowiada o spotkaniach z Indianami oraz odpowiada na pytania w jaki sposób Majowie składali ofiary z ludzi i dlaczego to robili. 

## Podróż
Autorka oprowadza czytelników przez miejsca nawiązujące do legendy o bohaterskich bliźniakach, których historia jest opisana w Popol Vuh – biblii Majów. Beata Pawlikowska podróżuje przez Rzekę Skorpionów, Dom Ognia, Lodu, Ciemności i Ostrzy, a także przez Jaskinię Nietoperzy i Krainę Strachu, nazywaną Xibalba. Przenosi legendę do współczesnego świata, gdzie opisywane miejsca są częścią ludzkiego umysłu, skrywającymi strach i niepokój. W Domu Ciemności człowiek musi zmierzyć się z niepewną przyszłością, Dom Ostrzy kryje nieprzyjemne słowa i czyny, na które narażony jest w życiu, Dom Lodu skrywa samotność, Dom Jaguarów autorka interpretuje jako nieuczciwość i złodziejstwo, w Domu Ognia mogą spłonąć wszystkie istotne sprawy, z kolei w Domu Nietoperzy czeka zło, które człowiek kiedyś popełnił w życiu, a teraz może do niego wrócić.

## Autorka o książce
Jak podkreśla sama Pawlikowska: W podróży bywa tak samo jak w życiu. Czasem wyruszasz w drogę, mając jasno określony cel, a kiedy tam dotrzesz, okazuje się, że wcale nie wiedziałeś dokąd tak naprawdę zmierzasz.

## Tytuły rozdziałów
W imperium Majów, Kolega Kogut, Gwatemalski cud, Hotel tysiąca zdziwień, Płonąca koszula, Na Świętym Patio, W królestwie kucharek, Kosmiczne kurczaki, Sześć stron świata, Cień jaguara, Biblia Majów, Tajemnica Majów, Nad przepaścią, Miasto śmierci, W świecie Majów, Majański kod da Vinci, Ulica Beaty, Magiczna kula, Antigua, Kryształowa czaszka, Nad jeziorem Atitlán, Tajemnica jeziora Atitlán, Nowa granica, Czas planety Wenus, Brat Bartłomiej, Na koniec świata, Bohaterscy bliźniacy, W krainie Xibalby, Przybywa Pierzasty Wąż, Święto Wielkanocy, Córka Jaguara